# The Hasty Heart
 The Hasty Heart és una pel·lícula estatunidenca dirigida per Vincent Sherman, estrenada el 1949.

## Argument
Cameron Lachie MacLachlan és un arrogant escocès que cau greument ferit el penúltim dia de la Segona Guerra Mundial, a Birmània i és transportat a un hospital militar local. A l'hospital li pronostiquen poc temps de vida i només entaula amistat amb la infermera Margaret Parker, que es converteix en el seu confident.

## Repartiment
- Ronald Reagan: Yank
- Patricia Neal: Germana Parker
- Richard Todd: Cpl. Lachlan 'Lachie' MacLachlan
- Anthony Nicholls: Tinent Coronel Dunn
- Howard Marion-Crawford: Tommy

## Premis i nominacions

### Premis
- 1950: Globus d'Or a la millor nova promesa per Richard Todd
- 1950: Globus d'Or a la millor pel·lícula per l'enteniment internacional

### Nominacions
- 1950: Oscar al millor actor per Richard Todd
- 1950: Globus d'Or al millor actor dramàtic per Richard Todd